# Pohjanmaa (1978)
Pohjanmaa, następnie Pohjanmeri – fiński stawiacz min oraz okręt szkolny z końcowego okresu zimnej wojny, służący w Merivoimat od 1979 do 2013 roku. Nosił numer burtowy 01. Stanowił pojedynczy okręt, natomiast na jego bazie opracowano następnie stawiacze min typu Hämeenmaa. Od 2016 roku służył jako cywilny statek hydrograficzny „Pohjanmeri”.

## Historia
Marynarka Finlandii (Merivoimat) od początku istnienia przywiązywała istotną wagę do broni minowej, pozwalającej na niwelowanie swobody operacyjnej silniejszych flot w obronie wybrzeża kraju. Nowy stawiacz min średniej wielkości, znacząco większy od posiadanych do tej pory, zaprojektowano w Finlandii w 1976 roku, wkrótce po wycofaniu wywodzącego się z II wojny światowej okrętu tej klasy „Ruotsinsalmi”. Zdecydowano się na budowę uniwersalnego okrętu, który miał służył również jako okręt szkolny oraz nadawać się do poszukiwania i zwalczania okrętów podwodnych, dzięki sonarowi i uzbrojeniu w klasyczne i rakietowe bomby głębinowe. Na pokładzie minowym przewidziano możliwość urządzenia kabin dla kadetów. 
Budowę okrętu zamówiono pod koniec 1977 roku. Stępkę położono 4 maja 1978 roku w stoczni Wärtsilä w Helsinkach. Wodowanie nastąpiło 28 sierpnia 1978 roku, a wejście do służby 8 czerwca 1979 roku.

## Opis

### Architektura i kadłub

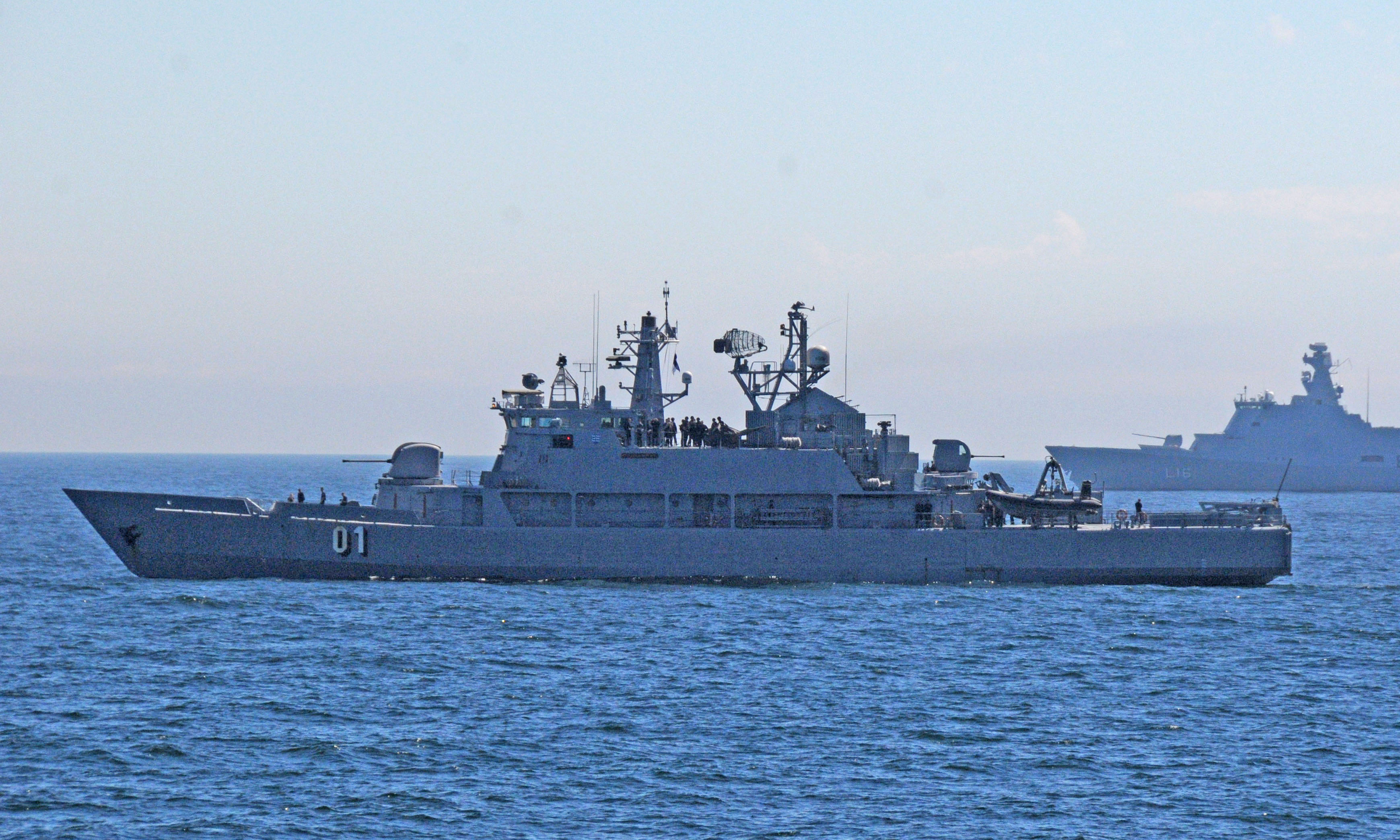
„Pohjanmaa” podczas manewrów Baltops w 2013

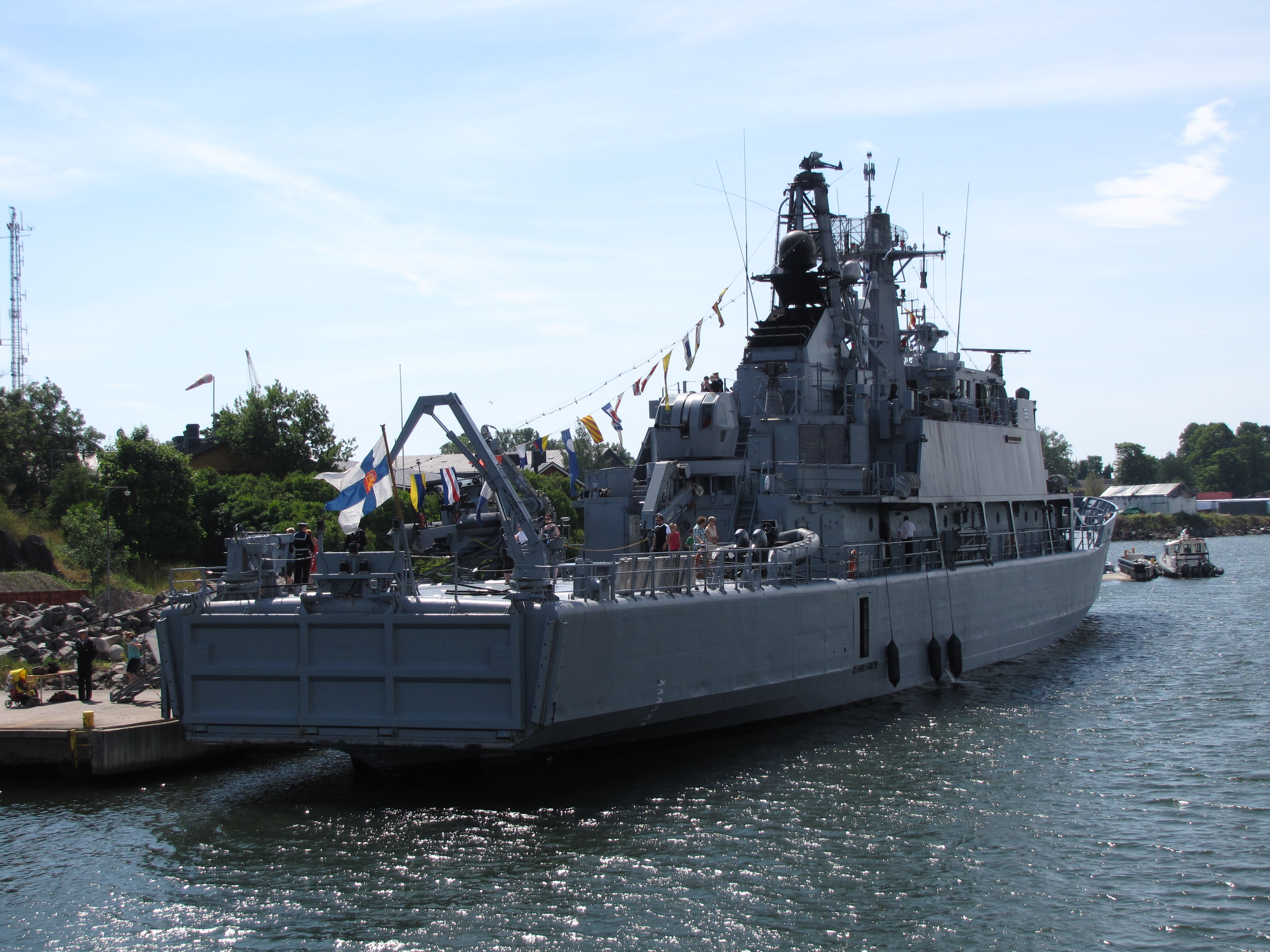
„Pohjanmaa” od rufy (2007)

Okręt ma gładkopokładowy kadłub z niewielkim wzniosem pokładu na dziobie i silnie wychyloną dziobnicą. Na pokładzie dziobowym znajduje się wieża armaty uniwersalnej, dalej śródokręcie zajmuje długa grupa nadbudówek z pomostem nawigacyjnym i znajdującym się za nim palowym masztem dziobowym. W tylnej części nadbudówki znajduje się niski komin i nad nim drugi niższy maszt kratownicowy. Na końcu pokładu nadbudówki umieszczona była wieża działka przeciwlotniczego, a druga za nią o poziom niżej na pokładzie rufowym. Dalej na pokładzie rufowym urządzono lądowisko dla śmigłowca, który nie stanowi wyposażenia okrętu.
Wyporność okrętu określona została jako 1000 ts (ton angielskich) standardowa i 1100 ts pełna. Długość całkowita wynosiła 78,2 m, szerokość 11,6 m, a zanurzenie 3 m.
Załoga okrętu liczyła od 77 do 90 osób (jako okręt szkolny). Ponadto można było zaokrętować w kabinach na pokładzie minowym 56, lub według innych publikacji 70 kadetów.

### Uzbrojenie

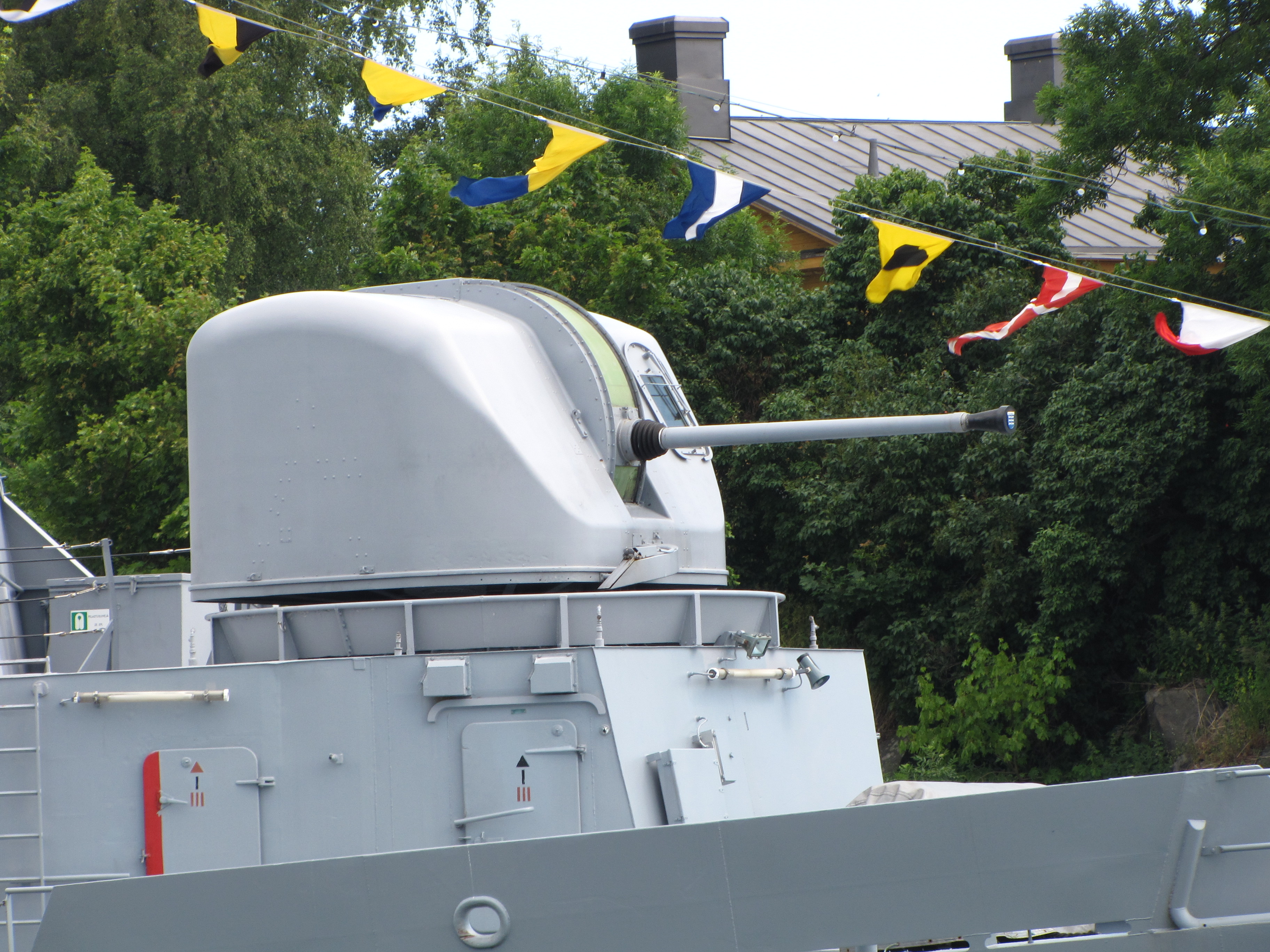
Armata 57 mm (po modernizacji)

Zasadnicze uzbrojenie stanowi do 120 min morskich, w tym brytyjskie Stonefish.
Uzbrojenie artyleryjskie początkowo stanowiła armata uniwersalna kalibru 120 mm Bofors o długości lufy 46 kalibrów (L/46) w wieży na pokładzie dziobowym. Maksymalny kąt podniesienia lufy wynosił 80°, szybkostrzelność do 80 strz./min. Strzelała pociskami o masie 21 kg na odległość do 18,5 km. Po modernizacji w latach 1996–98 zamieniono ją na armatę uniwersalną kalibru 57 mm Bofors L/70 w wieży umieszczonej poziom wyżej, na pierwszej kondygnacji nadbudówki (w miejscu stanowiska działek 23 mm). Ma ona szybkostrzelność do 200 strz./min, donośność do 17 km i strzela pociskami o masie 2,4 kg.
Dalsze uzbrojenie przeciwlotnicze stanowiły dwie pojedyncze armaty przeciwlotnicze 40 mm Bofors o długości lufy L/70 umieszczone w wieżach na pokładzie rufowym oraz końcu pokładu nadbudówki. Miały szybkostrzelność do 300 strz./min i donośność do 12 km, a strzelały pociskami o masie 0,9 kg. Uzupełniało je początkowo osiem armat przeciwlotniczych 23 mm L/87 produkcji Sako (wersja ZU-23-2), w czterech podwójnie sprzężonych stanowiskach. W 1992 roku dziobowe stanowisko działek 23 mm zastąpiono przez dwa karabiny maszynowe kalibru 12,7 mm. Po modernizacji w latach 1996–98 dodano dla zwiększenia możliwości samoobrony sześcioprowadnicową wyrzutnię francuskich pocisków przeciwlotniczych bardzo krótkiego zasięgu Mistral, samonaprowadzających się na podczerwień, z głowicą o masie 3 kg i zasięgiem do 4 km (zamienną ze stanowiskiem działek 23 mm).
Do zwalczania okrętów podwodnych służą dwie rosyjskie pięcioprowadnicowe wyrzutnie rakietowych bomb głębinowych RBU-1200, o zasięgu 1200 m i głowicy bojowej o masie 34 kg. Uzupełniają je dwie zrzutnie dla bomb głębinowych.

### Wyposażenie
Okręt wyposażony był w:

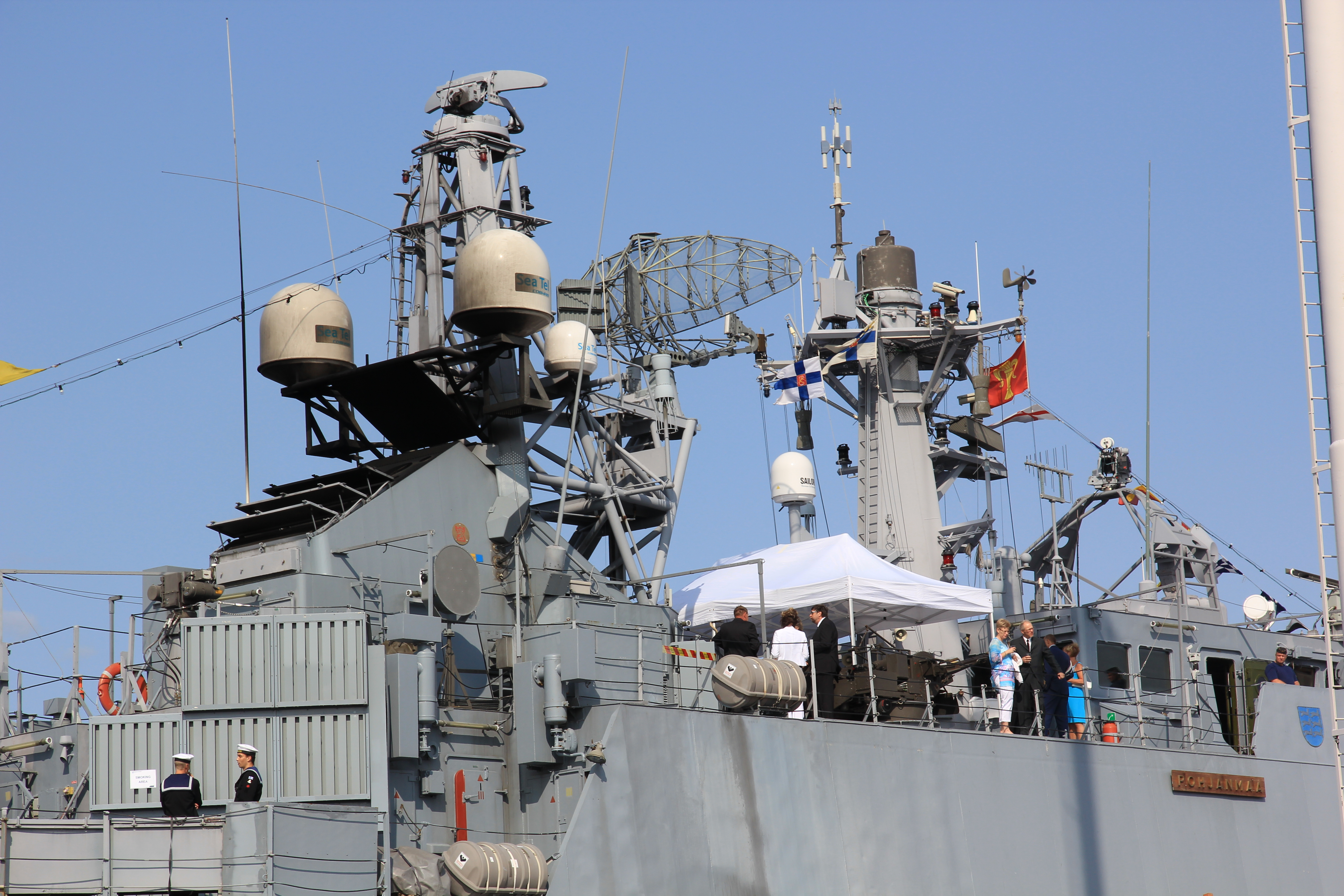
Nadbudówka z antenami (2013)

- radar dozoru powietrznego Signaal DA05 pracujący w paśmie E/F, o zasięgu wykrywania 137 km dla celu o SPO 2 m²[4]
- radar nawigacyjny pracujący w paśmie I[4]
- radar artyleryjski Philips 9LV 220 (pasmo J)[4]
- sonar kadłubowy Simrad wysokiej częstotliwości do poszukiwania i wypracowania danych do ataku[4]
- sonar kadłubowy wysokiej częstotliwości do poszukiwania i klasyfikowania obiektów na dnie, w tym min[4]

Okręt w zakresie walki radioelektronicznej wyposażono w wyrzutnie zakłócające i flar Philax oraz system wykrywania emisji elektromagnetycznych (ESM) Argo.

### Napęd
Napęd stanowiły dwa silniki wysokoprężne Wärtsila Vasa 16V22 o łącznej mocy ciągłej 6300 KM (4633 kW). Napędzają one dwie śruby nastawne, pozwalając na osiąganie prędkości maksymalnej 19 węzłów. Ponadto okręt jest wyposażony w dziobowy pędnik.

## Służba

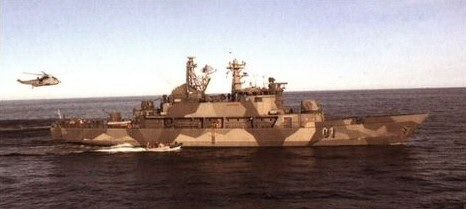
Okręt w kamuflażu w 2000

„Pohjanmaa” został okrętem flagowym marynarki Finlandii i pełnił funkcje prezentacji bandery za granicą, biorąc udział w częstych rejsach szkolnych z kadetami. Po wejściu do służby był jednym z jej największych okrętów. Nadano mu numer burtowy 01. Wchodził w skład (według stanu na 2013 rok) 5. dywizjonu okrętów przeciwminowych Dowództwa Zatoki Fińskiej z bazą w Upinniemi.
W 2011 roku „Pohjanmaa” wziął udział w pierwszej w historii marynarki fińskiej operacji międzynarodowej, wychodząc 7 stycznia w rejs na Morze Arabskie, gdzie od 1 lutego patrolował przez trzy miesiące wody Zatoki Adeńskiej w składzie 465. Grupy Zadaniowej w ramach  antypirackiej operacji Atalanta. W kwietniu przechwycił statek piracki z dwoma szybkimi łodziami i 18 uzbrojonymi ludźmi, który zniszczono po aresztowaniu załogi. Był to zarazem najdłuższy rejs w historii marynarki fińskiej i był sukcesem szkoleniowym i medialnym.
Okręt został wycofany z aktywnej służby w 2013 roku.
Po wycofaniu ze służby w marynarce wojennej okrętowi groziło złomowanie, lecz w 2016 roku sprzedano go cywilnej spółce Meritaito Oy, która w dalszym ciągu ma go wykorzystywać jako statek hydrograficzny pod nazwą „Pohjanmeri”. Został rozbrojony w Upinniemi, a następnie w lipcu 2016 roku przystosowany do roli cywilnej w stoczni Teijo w Perniö. 